# NGC 899
NGC 899 è una galassia irregolare (a spirale magellanica) situata nella costellazione della Balena, a una distanza di circa 65 milioni di anni luce dalla nostra Via Lattea.

## Scoperta
La galassia è stata scoperta il 13 novembre 1835 dall'astronomo britannico John Herschel.

## Descrizione
NGC 899 ha una classe di luminosità V-VI e presenta una larga riga a 21 cm dell'idrogeno neutro.
Nella galassia sono presenti anche regioni di idrogeno ionizzato.

## Gruppo di NGC 908

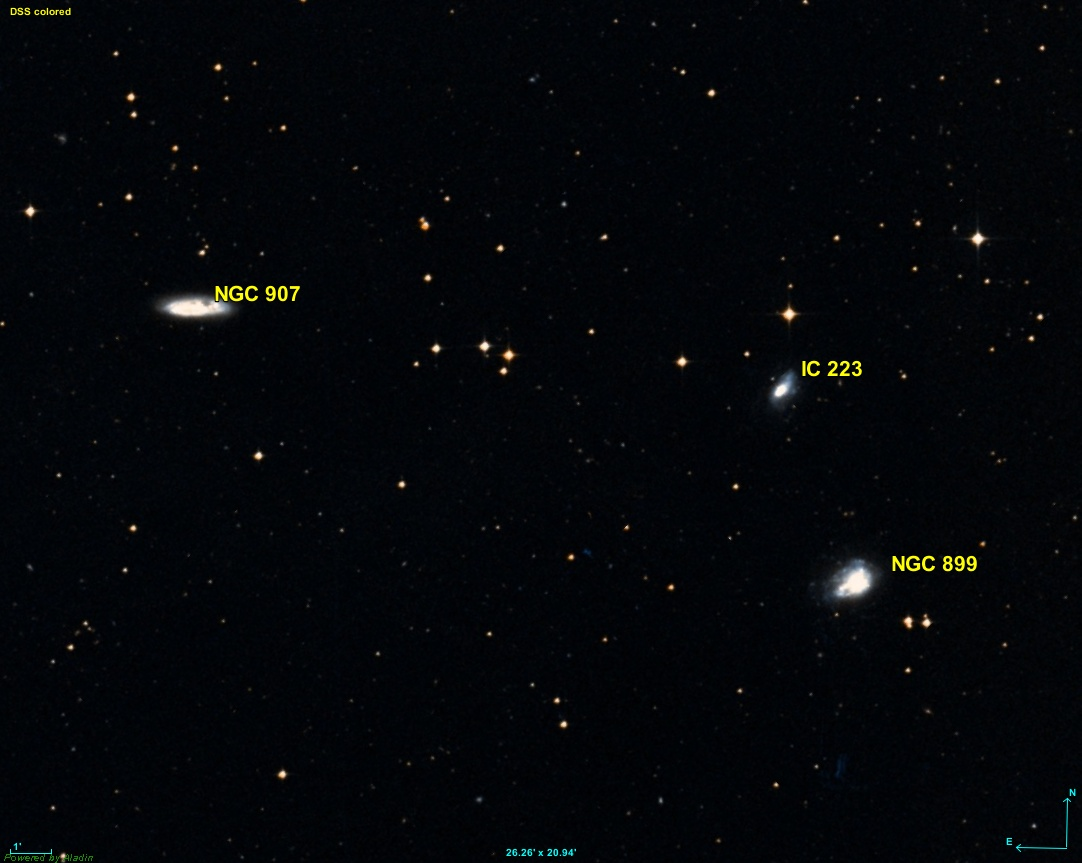
Il trio di galassie interagenti composto da NGC 899, NGC 907 e IC 223.

Assieme a IC 223 e NGC 907, NGC 899 fa parte di un trio di galassie in interazione gravitazionale tra loro. NGC 899 fa anche parte del Gruppo di NGC 908, che comprende almeno 8 galassie. Le altre sette galassie descritte nell'articolo di A.M. Garcia sono IC 223, NGC 907, NGC 908, PGC 866, ESO 544-30, ESO 545-2 e ESO 545-16.